# 古橋照司
古橋 照司（ふるはし てるし、1952年2月6日 - ）は、日本のアーチェリーの選手である。1988年夏季オリンピックの男子個人戦と団体戦に出場した。